# Liste der Biografien/Winc
Liste der Biografien |
Portal Biografien |
Personensuche
# |
A |
B |
C |
D |
E |
F |
G |
H |
I |
J |
K |
L |
M |
N |
O |
P |
Q |
R |
S |
T |
U |
V |
W |
X |
Y |
Z |
?
 
Wa |
Wc |
Wd |
We |
Wh |
Wi |
Wj |
Wl |
Wn |
Wo |
Wr |
Ws |
Wt |
Wu |
Ww |
Wy |
Wz
 
Wia |
Wib |
Wic |
Wid |
Wie |
Wif |
Wig |
Wih |
Wii |
Wij |
Wik |
Wil |
Wim |
Win |
Wio |
Wip |
Wir |
Wis |
Wit |
Wiv |
Wiw |
Wix |
Wiz
 
Wina |
Winb |
Winc |
Wind |
Wine |
Winf |
Wing |
Winh |
Wini |
Wink |
Winl |
Winm |
Winn |
Wino |
Winq |
Winr |
Wins |
Wint |
Winw |
Winz
Die Liste der Biografien führt alle Personen auf, die in der deutschsprachigen Wikipedia einen Artikel haben. Dieses ist eine Teilliste mit 120 Einträgen von Personen, deren Namen mit den Buchstaben „Winc“ beginnt.

## Winc

### Wince
- Wincenty z Szamotuł († 1332), Woiwode und Generalstarost in Polen
- Wincer, Simon (* 1943), australischer Filmproduzent und Film- und Fernsehregisseur

### Winch
- Winch, Mike (* 1948), britischer Kugelstoßer und Diskuswerfer
- Winch, Peter (1926–1997), englischer Philosoph
- Winch, Rainer (* 1968), deutscher Musiker des Modern Jazz (Schlagzeug, Perkussion)
- Winch, Ruth (1870–1952), englische Tennisspielerin
- Winchell, Alexander (1824–1891), US-amerikanischer Geologe und Paläontologe
- Winchell, Alexander Newton (1874–1958), US-amerikanischer Geologe und Mineraloge
- Winchell, April (* 1960), US-amerikanische SynchronsprecherinApril Winchell (* 1960)

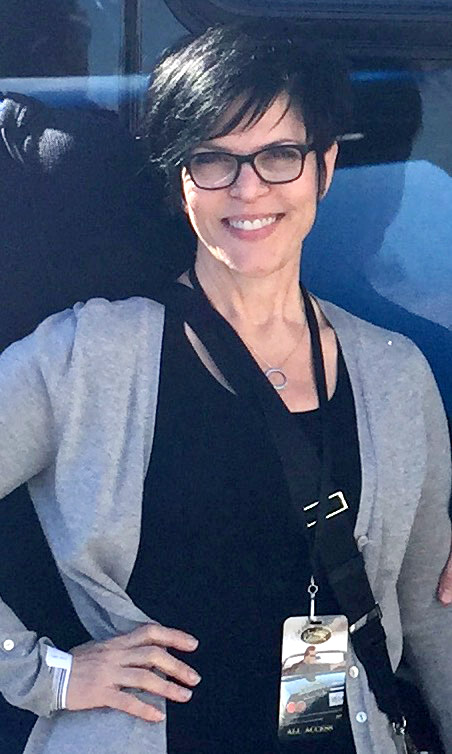
April Winchell (* 1960)

- Winchell, Ben (* 1994), amerikanischer Schauspieler
- Winchell, Horace (1915–1993), US-amerikanischer Mineraloge
- Winchell, Newton Horace (1839–1914), US-amerikanischer Geologe
- Winchell, Paul (1922–2005), US-amerikanischer Komiker, Schauspieler, Bauchredner und Erfinder
- Winchell, Walter (1897–1972), US-amerikanischer Fernsehjournalist
- Winchelsey, Robert († 1313), englischer Geistlicher, Erzbischof von Canterbury
- Winchenbach, Carl (1839–1925), deutscher Architekt und kommunaler Baubeamter
- Winchenbach, Heinrich (1837–1929), deutscher Jurist und Richter, Senatspräsident am Reichsgericht
- Winchester, Boyd (1836–1923), US-amerikanischer Politiker
- Winchester, Brad (* 1981), US-amerikanischer Eishockeyspieler
- Winchester, Caleb T. (1847–1920), US-amerikanischer Literaturwissenschaftler
- Winchester, Elhanan (1751–1797), US-amerikanischer Prediger, Vertreter des christlichen Universalismus
- Winchester, Jacarra (* 1992), US-amerikanische Ringerin und Weltmeisterin
- Winchester, James (1752–1826), Offizier im Amerikanischen Unabhängigkeitskrieg, Brigadegeneral der United States Army
- Winchester, James (* 1989), US-amerikanischer American-Football-Spieler
- Winchester, Jamie (* 1970), irischer Sänger, Liedschreiber und Gitarrist
- Winchester, Jesse (1944–2014), US-amerikanischer Country-Musiker, Songwriter und Musikproduzent
- Winchester, Jesse (* 1983), kanadischer Eishockeyspieler und -trainer
- Winchester, Lem (1928–1961), US-amerikanischer Jazz-Vibraphonist und Komponist
- Winchester, Oliver (1810–1880), amerikanischer Geschäftsmann und Politiker
- Winchester, Philip (* 1981), US-amerikanisch-britischer FilmschauspielerPhilip Winchester (* 1981)

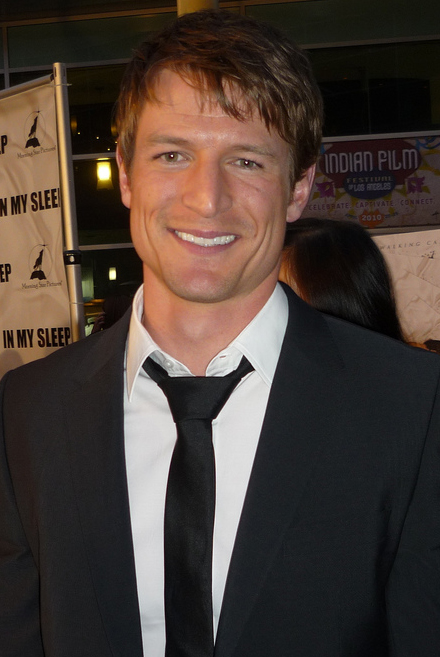
Philip Winchester (* 1981)

- Winchester, Robert J. (* 1937), US-amerikanischer Mediziner
- Winchester, Sarah (1839–1922), US-amerikanische GroßerbinSarah Winchester (1839–1922)

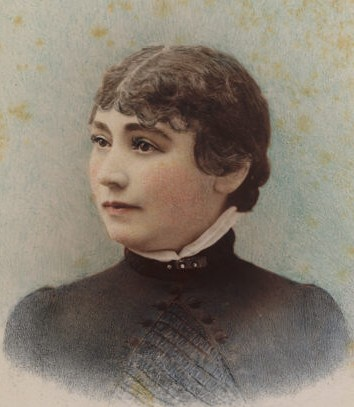
Sarah Winchester (1839–1922)

- Winchester, Simon (* 1944), amerikanisch-britischer Journalist und Autor
- Winchester-Maler, griechischer Vasenmaler des rotfigurigen Stils
- Winchkler, István (1890–1940), ungarischer Jurist, Diplomat und Minister

### Winck
- Winck, Alexander (* 2000), deutscher Basketballspieler
- Winck, Johann Amandus († 1817), deutscher Blumenmaler
- Winck, Johann Chrysostomus († 1795), deutscher Altarblatt- und Kreuzweg-Maler der späten Rokoko-Zeit
- Winck, Joseph Bernhard (1754–1812), deutscher Architekt
- Winck, Joseph Gregor (1710–1781), deutscher Maler und Stuckateur
- Winckel, Carl August aus dem (1709–1776), Geheimer Kriegsrat
- Winckel, Christian aus dem (1677–1752), anhalt-zerbstischer Oberhofmarschall und Oberhofmeister sowie Erb- und Gerichtsherr auf Schierau, Möst und Oberthau
- Winckel, Christian Wilhelm aus dem (1712–1775), deutscher Kreishauptmann
- Winckel, Christoph (* 1950), deutscher Jazz- und Improvisationsmusiker
- Winckel, Christoph aus dem († 1636), magdeburgischer Landrat
- Winckel, Christoph Friedrich aus dem (1735–1812), preußischer Kammerpräsident
- Winckel, Ernst Dietrich aus dem (1679–1750), merseburgischer Kreishauptmann
- Winckel, Franz von (1837–1911), deutscher Gynäkologe
- Winckel, Friedrich Wilhelm (1804–1876), deutscher evangelischer Theologe und Schriftsteller
- Winckel, Fritz (1907–2000), österreichisch-deutscher Akustiker, Pionier der elektronischen Musik
- Winckel, Hans Ernst aus dem (1585–1667), deutscher Adeliger und Mitglied der Fruchtbringenden Gesellschaft
- Winckel, Hans Ernst aus dem (1626–1695), sächsischer Hofmeister und Geheimer Kammerrat
- Winckel, Hans Georg aus dem (1671–1729), kursächsischer Generalleutnant der Kavallerie, Erb-, Lehn- und Gerichtsherr auf Baumersroda, Benndorf und Körbisdorf
- Winckel, Henning aus dem (1863–1925), deutscher Rittergutsbesitzer und Politiker, MdR
- Winckel, Johann Christian aus dem (1709–1772), Landeshauptmann
- Winckel, Johann Georg aus dem (1596–1639), Oberst und Geheimer Kriegsrat
- Winckel, Julius (1857–1941), deutscher Jurist und Konsularbeamter
- Winckel, Ludwig (1838–1904), deutscher Geodät
- Winckel, Max (1875–1960), deutscher Chemiker und Ernährungsforscher
- Winckel, Oswald aus dem (1860–1939), preußischer Landrat
- Winckel, Otto Christoph aus dem (1665–1738), Erb- und Gerichtsherr
- Winckel, Remigius (1604–1654), deutscher Benediktinerabt
- Winckel, Richard (1870–1941), deutscher Maler, Grafiker und Professor
- Winckel, Therese aus dem (1779–1867), deutsche Harfenistin, Malerin und Schriftstellerin
- Winckell, Georg Franz Dietrich aus dem (1762–1839), deutscher Forstwissenschaftler
- Winckelmann, Carl von (1829–1887), deutscher Gutsbesitzer und Politiker (DFP), MdR
- Winckelmann, Frida (1873–1943), deutsche Politikerin und Pädagogin
- Winckelmann, Hans (1881–1943), deutscher Opernsänger
- Winckelmann, Hans (1903–1997), deutscher Betriebswirt, Rechnungshofpräsident Berlin a. D.
- Winckelmann, Johann Christian (1766–1845), deutscher Lithograph und Verleger
- Winckelmann, Johann Joachim (1717–1768), deutscher Archäologe, Bibliothekar, Antiquar und Kunstschriftsteller der AufklärungJohann Joachim Winckelmann (1717–1768)

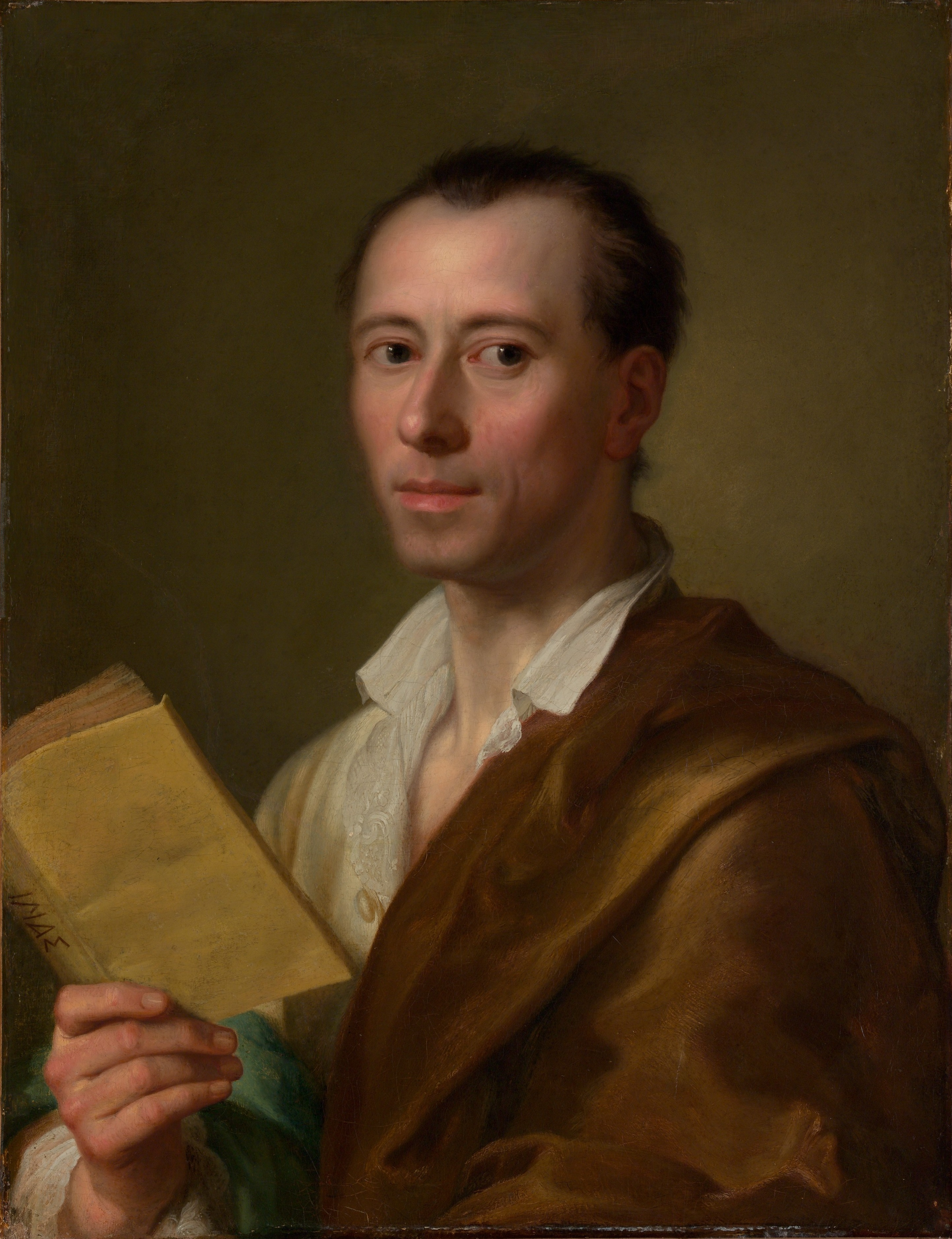
Johann Joachim Winckelmann (1717–1768)

- Winckelmann, Johann Just (1620–1699), deutscher Schriftsteller
- Winckelmann, Johannes (1551–1626), deutscher lutherischer Theologe
- Winckelmann, Johannes (1900–1985), deutscher Jurist und Vorstandsmitglied der Hessischen Landeszentralbank
- Winckelmann, Ludwig von († 1805), deutschsprachiger Diplomat, Historiker und Kunstschriftsteller
- Winckelmann, Marcel von (* 1994), deutscher Koch
- Winckelmann, Matthias (1941–2022), deutscher Jazzproduzent und Labelbetreiber
- Winckelmann, Otto (1858–1923), deutscher Historiker und Archivar
- Winckelmans, Georges (1910–1991), französischer Fußballspieler und Fußballtrainer
- Winckhler, Matthias (* 1990), deutscher Opern-, Lied- und Konzertsänger der Stimmlage Bariton
- Winckler, Andreas (1623–1675), deutscher Kaufmann und Ratsherr in Leipzig
- Winckler, Anton (1637–1707), deutscher Jurist und Bürgermeister der Hansestadt Lübeck
- Winckler, Arnold von (1856–1937), preußischer General der Infanterie im Ersten Weltkrieg
- Winckler, Carl Gottfried von (1722–1790), sächsischer Jurist und Bürgermeister von Leipzig
- Winckler, Charles (1867–1932), dänischer Leichtathlet und Tauzieher
- Winckler, Christian Gottfried (1734–1784), deutscher Unternehmer, fürstlich-sächsischer Hofrat und bürgerlicher Rittergutsbesitzer
- Winckler, Clemens (1936–2014), deutscher Politiker (CDU), MdL
- Winckler, Fedor von (1813–1895), preußischer Generalleutnant
- Winckler, Franz von (1803–1851), deutscher Montanindustrieller
- Winckler, Georg († 1527), deutscher Reformator
- Winckler, Georg (1582–1654), deutscher Kaufmann in Leipzig
- Winckler, Georg (1650–1712), deutscher Kaufmann, Bürgermeister in Leipzig
- Winckler, Georg (* 1943), österreichischer Wirtschaftswissenschaftler, Rektor der Universität Wien (1999–2011)
- Winckler, George Friedrich (1704–1762), deutscher Baumeister des Spätbarock und Ratszimmermeister der Stadt Dresden
- Winckler, Gottfried (1731–1795), deutscher Kaufmann und Kunstsammler
- Winckler, Gottfried Christian (1635–1684), deutscher Mediziner, Physicus in Brieg und Leibarzt des Kurfürsten von Brandenburg
- Winckler, Gustav (1925–1979), dänischer Jazz- und Schlagersänger
- Winckler, Heinrich Arnold Wilhelm (1796–1848), deutscher Lehrer und Schriftsteller
- Winckler, Heinz (* 1978), südafrikanischer Sänger
- Winckler, Henner (* 1969), deutscher Filmregisseur und Drehbuchautor
- Winckler, Hermann von (* 1799), deutscher Gutsbesitzer und kurhessischer Abgeordneter
- Winckler, Hugo (1863–1913), deutscher AltorientalistHugo Winckler (1863–1913)

Hugo Winckler (1863–1913)

- Winckler, Johann (1642–1705), deutscher lutherischer Theologe und Hauptpastor zu St. Michaelis in Hamburg
- Winckler, Johann Dietrich (1711–1784), deutscher lutherischer Theologe
- Winckler, Johann Friedrich (1679–1738), deutscher lutherischer Theologe
- Winckler, Johann Friedrich (1856–1943), deutscher Politiker (DNVP), MdR
- Winckler, Johann Heinrich (1703–1770), deutscher Philosoph, Philologe, Naturforscher und Rektor der Universität Leipzig
- Winckler, Josef (1881–1966), deutscher Schriftsteller
- Winckler, Karl von (1912–1988), österreichisch-deutscher Unternehmer und Geschäftsmann
- Winckler, Lutz (* 1941), deutscher Germanist
- Winckler, Paul (1659–1710), deutscher Kaufmann und Ratsherr in Leipzig
- Winckler, Paul († 1930), deutscher Verwaltungsbeamter
- Winckler, Stefan (* 1967), deutscher Zeithistoriker und Publizist
- Winckless, Sarah (* 1973), britische Ruderin

### Winco
- Wincor, Ilse, österreichische Bratschistin
- Wincott, Jeff (* 1956), kanadischer SchauspielerJeff Wincott (* 1956)

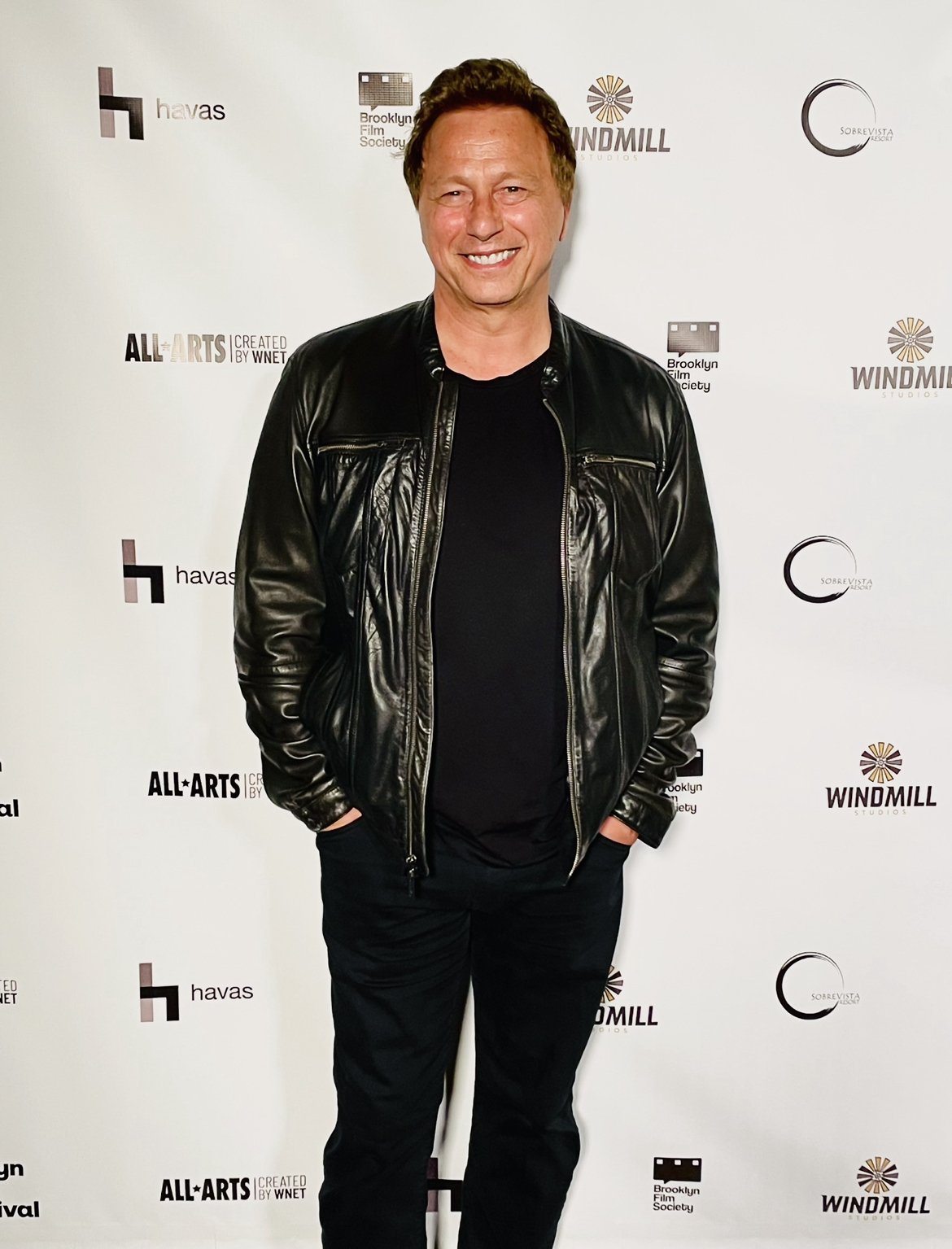
Jeff Wincott (* 1956)

- Wincott, Michael (* 1958), kanadischer Schauspieler

### Wincz
- Winczer, Pavol (1935–2014), österreichischer Slawist
- Winczewski, Patrick (* 1960), deutscher Filmschauspieler, Synchronsprecher und Filmregisseur
- Winczo, Agnieszka (* 1984), polnische Fußballspielerin